# Peter Rath (Unternehmer)

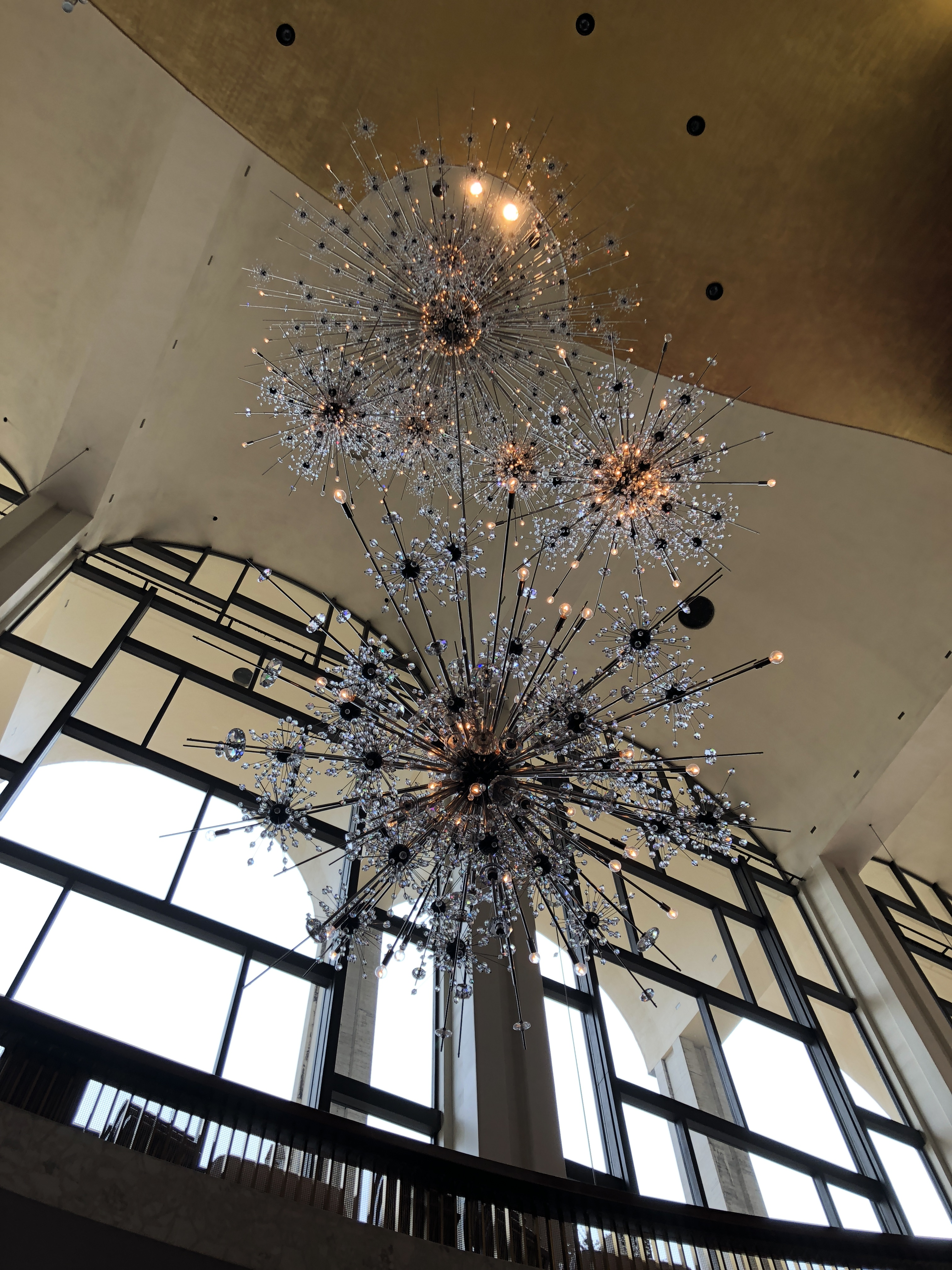
Luster in der Lobby der Metropolitan Opera in New York City (2018)

Peter B. Rath (* 20. Dezember 1939 in Wien) ist ein österreichischer Unternehmer, gelernter Gürtler, Glaskünstler und Autor.

## Leben

### Schulbildung und Einstieg ins Familienunternehmen

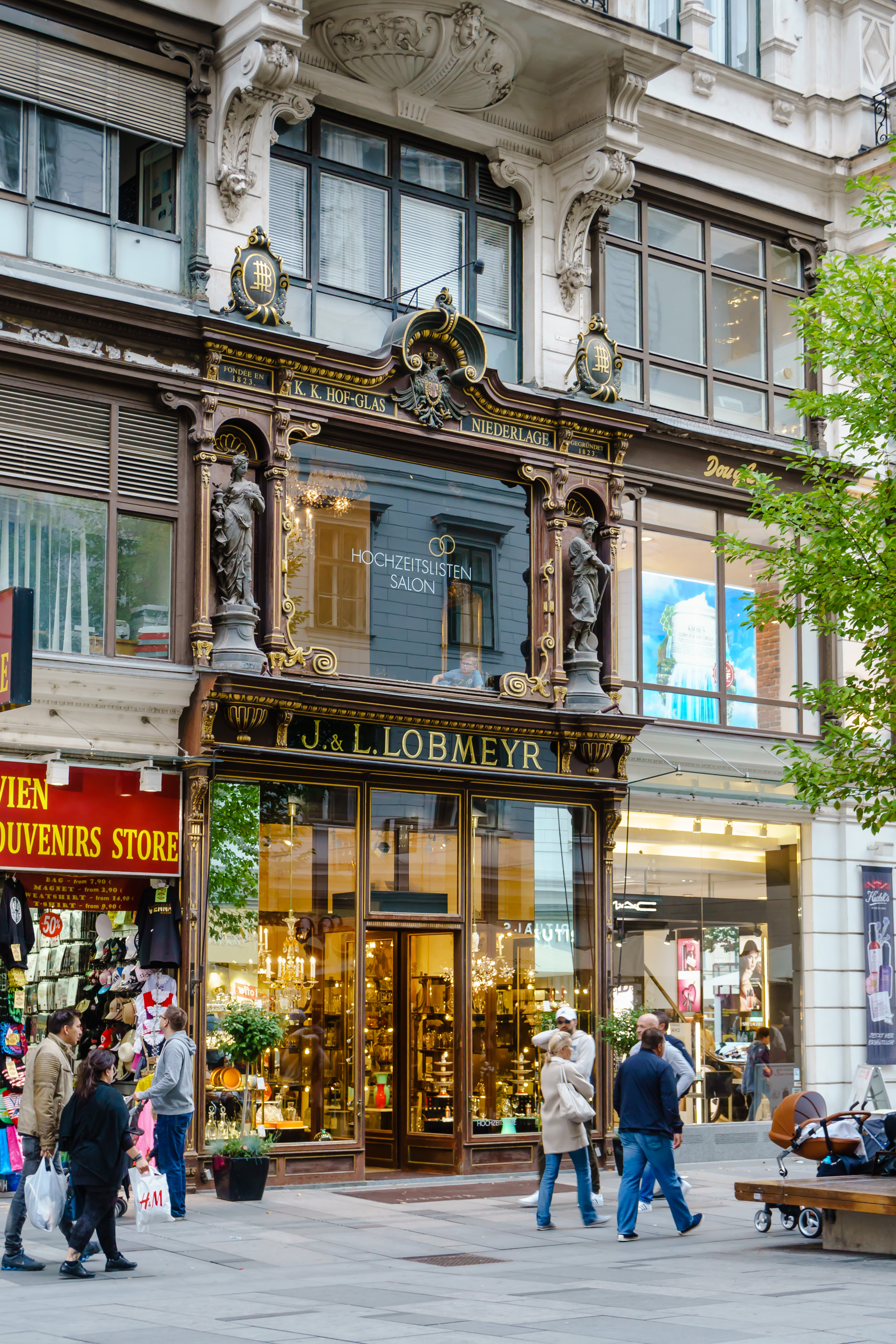
J. & L. Lobmeyr in der Kärntner Straße 26 mit der 1994 gestalteten Fassade (2017)

Peter Rath wurde am 20. Dezember 1939 als Sohn von Hans Harald Rath (1904–1968) und dessen aus England stammender Ehefrau geboren. Der Vater war Inhaber des Unternehmens J. & L. Lobmeyr, das 1823 von Josef Lobmeyr (1792–1855) gegründet wurde. Im Jahr 1855 wurde dieses Wiener Handelshaus für Glaswaren an Lobmeyrs Söhne Josef junior und Ludwig (1829–1917) vermacht. Nach Ludwigs Tod im Jahr 1917 erbte es sein Neffe Stefan Rath (1876–1960), der es noch zu Lebzeiten an Hans Harald Rath überschrieb. Im Zweiten Weltkrieg übersiedelte die Familie mitsamt den Werkstätten, die vorübergehend unter Meister Gustav Svoboda geführt wurden, ins Werk von Swarovski in Wattens. Zusammen mit seinem in England geborenen Bruder Harald (* 1938) absolvierte er nach Kriegsende für zwei Jahre eine Schule in England. 1950 trat er ins Jesuitenkollegium Kalksburg ein und besuchte danach die Realschule Radetzkystraße im dritten Wiener Gemeindebezirk Landstraße. Nach der Matura im Jahr 1958 begann Rath eine Lehre als Gürtler und wurde in weiterer Folge Geschäftsführer der Lobmeyr-Werkstätte, die nach Kriegsende wieder nach Wien zurückgekehrt war. Zu dieser Zeit betätigte sich Rath auch erfolgreich als Bergsteiger, wobei er unter anderem von 1961 bis 1971 eine Querung des Ostalpenkamms im Alleingang unternahm und über einhundert Dreitausender erklomm.

### Großaufträge während des Kalten Krieges
In der alten Werkstätte des Unternehmens in der Pfeilgasse in der Josefstadt arbeitete Rath 1966 an der Herstellung eines Lusters für die Metropolitan Opera in New York City, der nach Entwürfen seines Vaters produziert wurde. Der Auftrag für die Metropolitan Opera (kurz Met) wurde später zwar nicht als der größte, aber sicher als der bedeutendste Auftrag des Unternehmens in der neueren Geschichte beschrieben. Anlässlich des Einzugs in ein neues Gebäudes im Lincoln Center schenkte die österreichische Regierung der Met 23 dieser Luster in verschiedenen Größen. Die 16-flammigen Luster, die in Gold und Silber hergestellt und mit Swarovski-Kristallen besetzt waren, wurden in der Lobby sowie dem Zuschauerraum der Met angebracht. Bei Reinigungsarbeiten in der Met wurden die in der Lobby installierten Luster 2008 komplett zerlegt und nach Europa gebracht. Einige Jahre später trat bei den zwölf weiteren Lustern im Zuschauerraum der Oper ein mechanischer Defekt auf. Seit September 2016 funktionieren die Lampen, die wegen ihres raumzeitlichen Designs auch als Sputnik bekannt sind, wieder. Seitdem verkauft die Met exakte Repliken der Lampen über ihren Shop mit Preisen zwischen 19.000 US-Dollar für einen 24 Inch (61 cm) großen Luster und 83.000 US-Dollar für einen 63 Inch (160 cm) großen Luster. Der Met-Luster legte den Grundstein für eine ganze Ära von Entwürfen.
Nachdem sein Vater 1968 tödlich verunglückt war, übernahm Peter Rath im selben Jahr zusammen mit seinen Brüdern Harald und Stefan die Führung des Unternehmens. Während Bruder Harald vorrangig für die Leitung der Glasierungsabteilung und der Tischkultur zuständig war, kümmerten sich Peter und Stefan um die Herstellung der Beleuchtungskörper. Nach dem Tod des Vaters legte Peter Rath die Meisterprüfung im Gürtlergewerbe ab und übernahm auch den bereits von seinem Vater begonnenen Auftrag für Luster im Opernhaus der Washington National Opera im John F. Kennedy Center for the Performing Arts in Washington, D.C. Der riesige Luster mit 12.000 Kristallen, 130 „Kristallexplosionen“ und 2.000 Glühbirnen wurde an der Decke im Zuschauerraum der Oper installiert. Er war ebenfalls ein Geschenk der österreichischen Regierung. Etwa zur gleichen Zeit schuf Rath nach eigenen Entwürfen den ebenso riesigen Luster für den Sitzungssaal am Moskauer Kreml. 1970 heiratete er Beate (geborene Meinl), mit der er zwei Kinder, Leonid (* 1971) und Louise (* 1973), bekam. Die Familie übersiedelte nach Wien-Hietzing und verbrachte die Sommer in Engelstein in Niederösterreich. Während Leonid später ins Unternehmen einstieg, ist Louise heute (Stand: 2021) vorrangig als Künstlerin tätig, vor allem im Bereich Siebdruck.

### Übernahme von Jos. Zahn & Co. und weiterer Ausbau des Unternehmens
Im Jahr 1972 übernahmen die Brüder den 1780 gegründeten Lusterhersteller Jos. Zahn & Co. mit Sitz in der Salesianergasse 9, in dem alten Gebäude, in dem 1990 auch die Österreichische Gesellschaft für Ordenskunde gegründet wurde. Ein Jahr später erfolgte anlässlich des 150-jährigen Firmenjubiläums nach Entwurf des Architekten Karl Mang die Einrichtung des sogenannten Treffpunkt L und damit eine Erweiterung des Stammhauses in der Kärntner Straße 26 in der Wiener Innenstadt. Gemeinsam mit Zdeněk Šťáhlavský und Jindra Beranek richtete Rath in den 1970er-Jahren in Stoob den ersten Studioglasofen Österreichs ein. Zusammen mit dem gebürtigen US-Amerikaner Jack Ink (* 1944) wurde 1976 das Glasstudio im Franzensbad in Baden bei Wien eröffnet. Der aus Ohio stammende Glasbläser Jack Ink übernahm die Leitung des Glasstudios, das nach zehn Jahren, im Jahr 1986, wieder geschlossen wurde. 1980 war Rath an der neunten Hauptversammlung des World Crafts Council bzw. der siebenten Hauptversammlung des World Crafts Council Europe in Wien beteiligt, die während desselben Treffens stattfand.
Ebenfalls in den 1980er-Jahren folgten Lusteranfertigungen für die Heinz Hall for the Performing Arts in Pittsburgh, abermals für Moskau, für die Gemeinde Snagov bei Bukarest oder für Sofia sowie erste Sondierungen in den Arabischen Ländern. Für Saudi-Arabien entstanden in dieser Zeit in Kooperation mit Gimtex und Teich Aluminium die ersten königlichen Palastbeleuchtungen, dabei teilweise im neuen arabischen Stil mit bemalten Glasvasen. Ein weiterer Großauftrag in den arabischen Raum wurde 1987 mit der Auslieferung der gesamten Beleuchtung für die Prophetenmoschee in Medina, mit 120 Lustern, abgeschlossen. Unter Raths Leitung entstanden danach noch Prototypen für die riesigen Erweiterungen der Moscheen in Mekka (al-Harām-Moschee) und Medina (Prophetenmoschee), die zusammen mit und für die Gesellschaft für Österreichisch-Arabische Beziehungen (GÖAB), damals noch Gesellschaft zur Anbahnung Arabischer Beziehungen (GAAB), verwirklicht wurden. Nach dem Zusammenbruch des arabischen Marktes durch den Ersten Golfkrieg zog sich Rath nach Kriegsende im Jahr 1991 wieder nach Wien zurück. Von hier aus belieferte er jedoch noch im selben Jahr Paläste in Brunei. Außerdem schuf er die Beleuchtung für die Jame’-’Asr-Hassanil-Bolkiah-Moschee, die nach sechsjähriger Bauzeit 1994 eröffnet wurde.

### Rückzug aus der Geschäftsführung von J. & L. Lobmeyr und Übersiedlung nach Nordböhmen
Nachdem J. & L. Lobmeyr 1992 ein Beleuchtungsstudio am Kärntner Ring eröffnet hatte, zog sich Peter Rath 1993 im Alter von 54 Jahren aus der Geschäftsführung zurück und gründete das Glasatelier Steinschönau GesmbH in Wien sowie zusammen mit seiner Ehefrau Beate das Sklářský atelier Kamenický Šenov, Petr Rath s.r.o. in der nordböhmischen Stadt Kamenický Šenov (dt. Steinschönau). Dort erfolgte 1996 die Gründung des Internationalen Glasgraveur-Symposiums, das unter seiner Mitarbeit fünf Biennalen erlebte. Durch seine Ateliers blieb er weiterhin für das Unternehmen Lobmeyer tätig, lieferte aber auch Arbeiten an andere Kunden wie Christian Dior, die Österreichischen Werkstätten oder Kunden in den Vereinigten Staaten, Japan, Mexiko oder die Niederlande. Bereits 1995 hatte Rath in Zusammenarbeit mit Käthe Klappenbach Kopien früher Glasarmluster entwickelt. Hieraus entstanden Aufträge für Schloss Rheinsberg, Schloss Plön oder Schloss Meseberg, das Gästehaus der deutschen Bundesregierung. Des Weiteren entstanden Behangkopien für Luster in Potsdam und für die Bayerische Verwaltung der staatlichen Schlösser, Gärten und Seen im Schloss Nymphenburg.

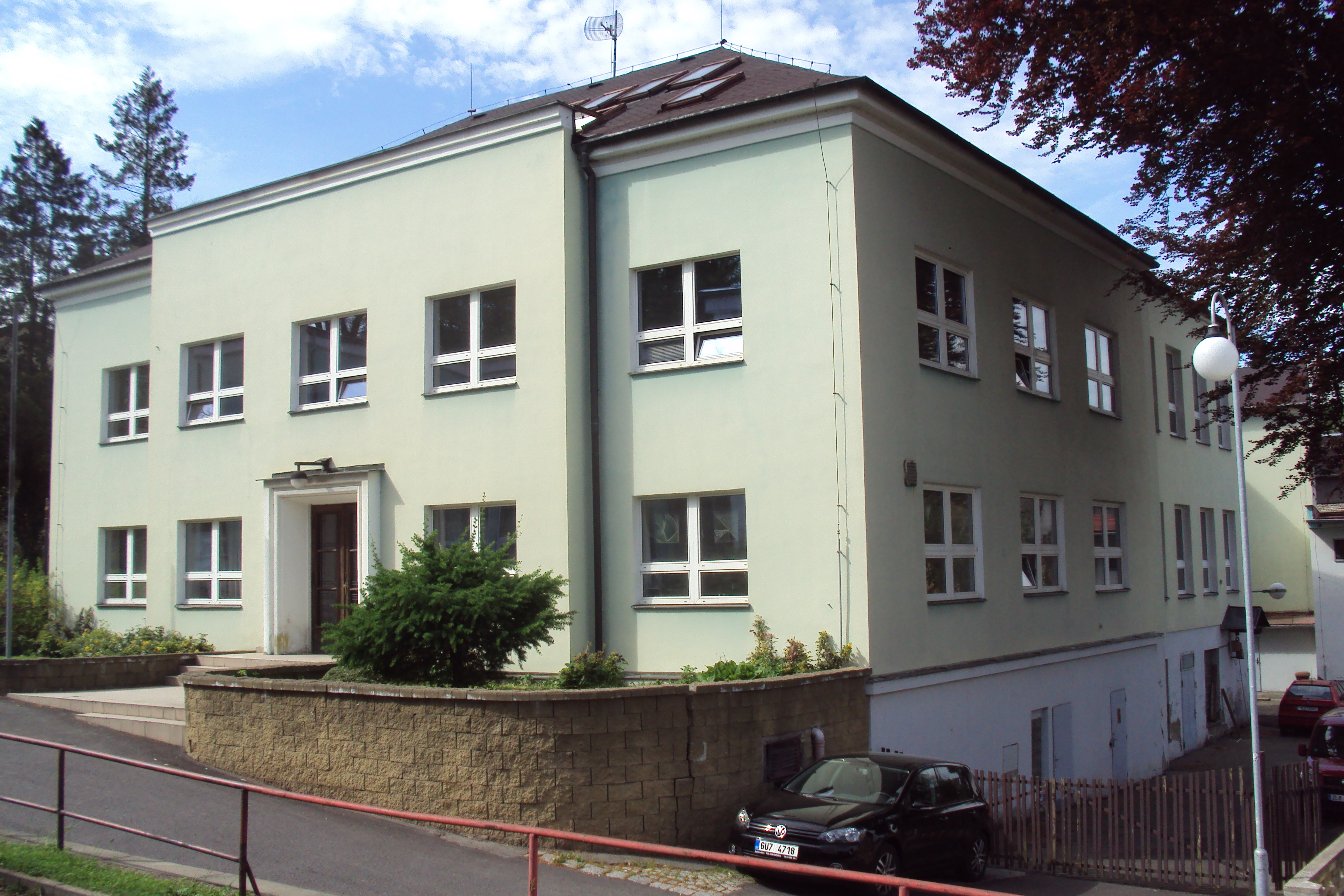
Die Střední uměleckoprůmyslová škola sklářská Kamenický Šenov in Steinschönau. (2012)

Im Jahr 1997 begann Rath mit der Aufarbeitung des übernommenen Schriften- und Fotoarchivs von Josef Holey, wobei er die oftmals nicht beschrifteten und nicht datierten Fotos ordnete. 2000 gründete er zusammen mit Helena Koenigsmarková, Käthe Klappenbach und Vertretern aus sieben Ländern die Europäische Lusterforschungsgesellschaft „Light & Glass“ in Steinschönau, die heute eine wichtige Plattform für die Lusterforschung ist. Zusammen mit František Janák und Amy Brabender-Hughes war er an der Rettung der 1905 gegründeten Glashütte Jílek und der 1856 gegründeten Střední uměleckoprůmyslová škola sklářská Kamenický Šenov, der ältesten Glasfachschule in Steinschönau, beteiligt. Des Weiteren nahm Rath jahrelang an der von Jiří Harcuba geleiteten Sommerakademie teil. Im Jahr 2002 veröffentlicht Rath, der das Archiv des Unternehmens Lobmeyr verwaltet, das Buch Lobmeyr 1823 – Helles Glas und klares Licht aus Wien. Unter Raths Leitung entstanden 40 Kopien der großen, mehrteiligen, farbigen Glasvasen für das Stibadium im Rosengarten des Schlosses Sanssouci in Potsdam, die 2008 geliefert wurden.

### Wirken im Ruhestand seit 2008
Im selben Jahr sorgte er als 68-Jähriger für Aufsehen, als er zum Abschluss seiner beruflichen Laufbahn zu Fuß mit einer Schubkarre voll Glas von Steinschönau nach Wien ging, was einer Strecke von über 530 Kilometern entspricht. Damit machte er sich auf die Spuren von Georg Franz Kreybich, einem 1661 in Steinschönau geborenen Glasbläser, der diese Strecke im Alter von 21 Jahren absolvierte, sowie unzähligen weiteren böhmischen Glaskünstlern, die diese Strecke in den hunderten Jahren vor Rath zurücklegten. Das Sklářský atelier Kamenický Šenov, Petr Rath s.r.o. übergab er kurz davor an Petra Šindelarova (Petra Šindelar; mittlerweile verheiratete Matela) aus Prag, die ebenfalls in Österreich aufgewachsen war und das Glasatelier seither weiterführt (Stand: 2021).
Nachdem er offiziell in den Ruhestand getreten war, kümmerte er sich ab 2010 vornehmlich um das Lobmeyer-Firmenarchiv, das im Eigentum der drei Rath-Brüder steht. Im Jahr 2013 renovierte er die alte Hammerschmiede des Schlosses Engelstein, das der Familie seiner Ehefrau seit den 1960er-Jahren gehört. In den Jahren 2015 bis 2018 erarbeitete er das Manuskript für das Buch Möbel der Lüfte, das 2020 auf Deutsch und im selben Jahr unter dem Titel Furniture in the Air auch auf Englisch über den Verlag Bibliothek der Provinz erschien. Laut Rath war es „sein Versuch, eine beschämende Lücke in der Glasgeschichtsschreibung, auch aus seiner Sicht eines Wiener Handwerksmeisters, zu schließen“. Des Weiteren gab Rath bekannt, „er möchte damit Kustoden in Schlössern und Museen ermahnen, endlich ihre Luster zu erforschen, zu beschreiben und in ihren Objekt- und Ausstellungskatalogen besonders hervorzuheben“. Ebenfalls 2020 übergab Rath zahlreiche Kunstwerke bedeutender Glaskünstler als Schenkung an das Rollettmuseum in Baden. Im Dezember 2019 nahm er an einer Dialogführung zum Thema Kalter Krieg und Architektur. Beiträge zur Demokratisierung Österreichs nach 1945 im Architekturzentrum Wien teil, da er zur Zeit des Kalten Krieges die Oper in Washington, D.C. und nahezu zur gleichen Zeit den Kreml in Moskau beliefert hatte, wodurch er auch beim Geheimdienst nicht ganz unbemerkt geblieben war.

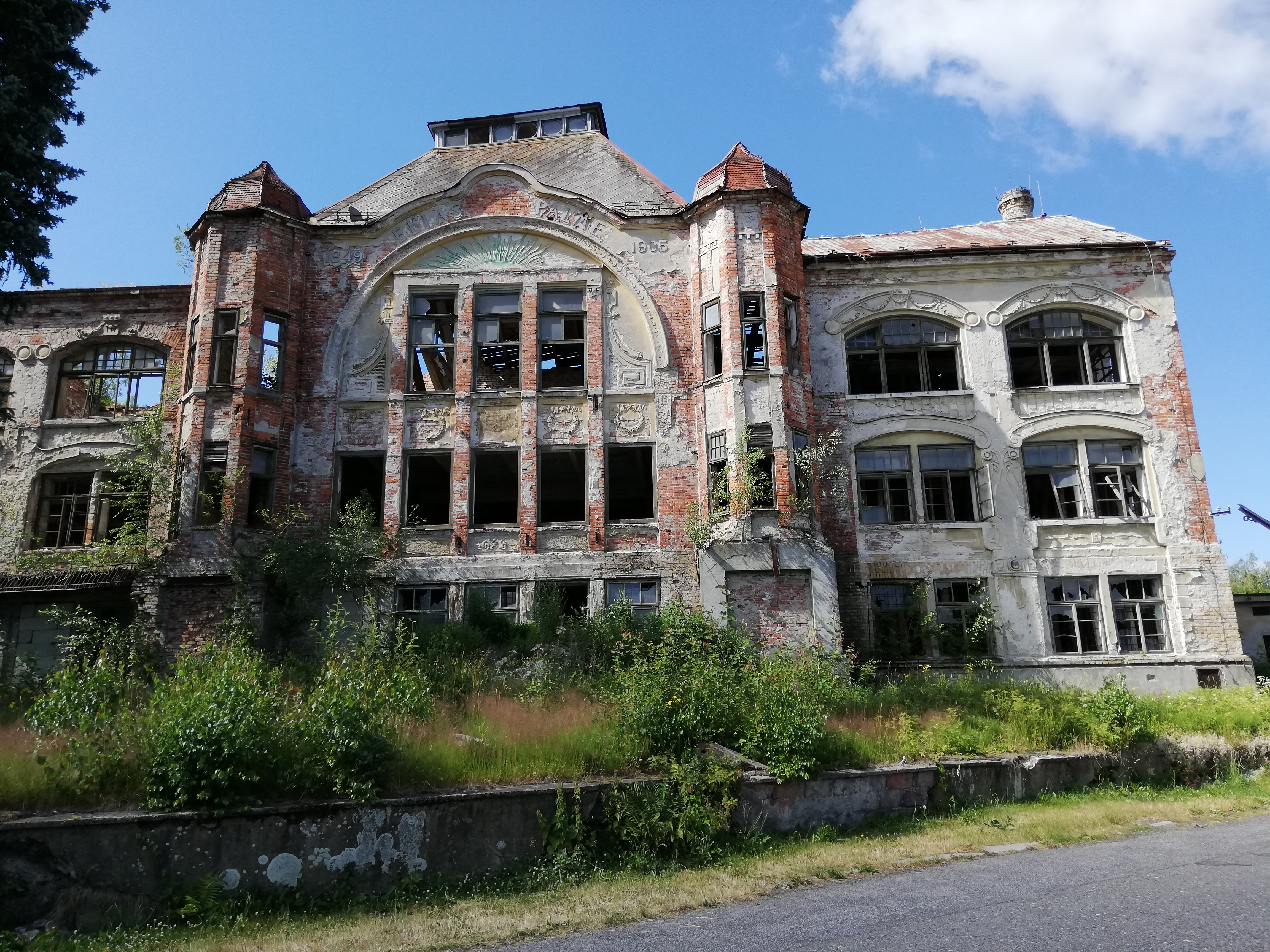
Das denkmalgeschützte ehemalige Haupt- und Verwaltungsgebäude der Lusterfabrik Elias Palme in Steinschönau. (2019)

Des Weiteren ist Rath Unterstützer des Projektes Eliaska und der von der Architektin Tereza Šváchová (* 1989) gestalteten Entwürfe zur Errichtung des ersten großen Lustermuseums im alten, seit Jahrzehnten leerstehenden und heute denkmalgeschützten Fabrikgebäudes des 1905 gegründeten Unternehmens Elias Palme in Steinschönau.
Heute (Stand: 2021) wird das Unternehmen J. & L. Lobmeyr in sechster Generation von seinem Sohn Leonid sowie dessen Cousins Andreas (Sohn von Harald) und Johannes (Sohn von Stefan) geleitet. Seinem Sohn hatte er anfangs zehn Prozent und dann weitere achtzig Prozent seiner Firmenanteile übergeben.

## Schriftstellerische Werke (Auswahl)
- 2002: Lobmeyr 1823 – Helles Glas und klares Licht aus Wien
- 2020: Möbel der Lüfte (auf Deutsch) und Furniture in the Air (auf Englisch)